# 30-та паралель північної широти
30-та паралель північної широти — лінія широти, що лежить на 30 градусів північніше земної екваторіальної площини, на третині шляху між екватором та Північним полюсом. Вона проходить через Північну Африку, Азію, Тихий океан, Північну Америку та Атлантичний океан. Іноді, наприклад при отриманні права на членство у Європейській спілці радіомовлення і телебачення, паралель може використовуватися для позначення південної межі Європи.
На цій широті під час літнього сонцестояння сонце видно 14 годин 5 хвилин, а під час зимового сонцестояння — 10 годин 13 хвилин.. 21 червня максимальна висота Сонця становить 83,44°, а 21 грудня — 36,56°.

## Список географічних об'єктів, що перетинає 30° пн. ш.
Починаючи з Гринвіцького меридіану та рухаючись на схід, 30-та паралель північної широти проходить через:
| Координати                                                   | Країна, територія або море | Примітки                                                                                      |
| ------------------------------------------------------------ | -------------------------- | --------------------------------------------------------------------------------------------- |
| 30°0′ пн. ш. 0°0′ сх. д. / 30.000° пн. ш. 0.000° сх. д.      | Алжир                      |                                                                                               |
| 30°0′ пн. ш. 9°28′ сх. д. / 30.000° пн. ш. 9.467° сх. д.     | Лівія                      |                                                                                               |
| 30°0′ пн. ш. 24°56′ сх. д. / 30.000° пн. ш. 24.933° сх. д.   | Єгипет                     | Проходить південніше Каїра                                                                    |
| 30°0′ пн. ш. 34°32′ сх. д. / 30.000° пн. ш. 34.533° сх. д.   | Ізраїль                    |                                                                                               |
| 30°0′ пн. ш. 35°11′ сх. д. / 30.000° пн. ш. 35.183° сх. д.   | Йорданія                   |                                                                                               |
| 30°0′ пн. ш. 38°0′ сх. д. / 30.000° пн. ш. 38.000° сх. д.    | Саудівська Аравія          | Проходить через Сакаку                                                                        |
| 30°0′ пн. ш. 43°38′ сх. д. / 30.000° пн. ш. 43.633° сх. д.   | Ірак                       |                                                                                               |
| 30°0′ пн. ш. 47°9′ сх. д. / 30.000° пн. ш. 47.150° сх. д.    | Кувейт                     | Проходить через материк і острів Варба[en]                                                    |
| 30°0′ пн. ш. 48°9′ сх. д. / 30.000° пн. ш. 48.150° сх. д.    | Перська затока             |                                                                                               |
| 30°0′ пн. ш. 48°16′ сх. д. / 30.000° пн. ш. 48.267° сх. д.   | Ірак                       |                                                                                               |
| 30°0′ пн. ш. 48°27′ сх. д. / 30.000° пн. ш. 48.450° сх. д.   | Іран                       |                                                                                               |
| 30°0′ пн. ш. 48°40′ сх. д. / 30.000° пн. ш. 48.667° сх. д.   | Перська затока             |                                                                                               |
| 30°0′ пн. ш. 49°33′ сх. д. / 30.000° пн. ш. 49.550° сх. д.   | Іран                       | Приблизно на 2 км                                                                             |
| 30°0′ пн. ш. 49°34′ сх. д. / 30.000° пн. ш. 49.567° сх. д.   | Перська затока             |                                                                                               |
| 30°0′ пн. ш. 50°9′ сх. д. / 30.000° пн. ш. 50.150° сх. д.    | Іран                       |                                                                                               |
| 30°0′ пн. ш. 61°0′ сх. д. / 30.000° пн. ш. 61.000° сх. д.    | Афганістан                 |                                                                                               |
| 30°0′ пн. ш. 66°19′ сх. д. / 30.000° пн. ш. 66.317° сх. д.   | Пакистан                   | Белуджистан Пенджаб                                                                           |
| 30°0′ пн. ш. 73°33′ сх. д. / 30.000° пн. ш. 73.550° сх. д.   | Індія                      | Раджастхан Пенджаб Хар'яна Уттар-Прадеш Уттаракханд                                           |
| 30°0′ пн. ш. 80°43′ сх. д. / 30.000° пн. ш. 80.717° сх. д.   | Непал                      |                                                                                               |
| 30°0′ пн. ш. 82°30′ сх. д. / 30.000° пн. ш. 82.500° сх. д.   | КНР                        | Тибет Сичуань Чунцін Хубей Хунань Хубей Аньхой Цзянсі Аньхой Чжецзян — проходить через Шаосін |
| 30°0′ пн. ш. 121°38′ сх. д. / 30.000° пн. ш. 121.633° сх. д. | Східнокитайське море       | Затока Ханчжоу[en]                                                                            |
| 30°0′ пн. ш. 121°50′ сх. д. / 30.000° пн. ш. 121.833° сх. д. | КНР                        | Чжецзян Проходить через острови Цзіньтан[en], Чжоушань[en] і Путошань                         |
| 30°0′ пн. ш. 122°24′ сх. д. / 30.000° пн. ш. 122.400° сх. д. | Східнокитайське море       | Затока Ханчжоу[en]                                                                            |
| 30°0′ пн. ш. 129°55′ сх. д. / 30.000° пн. ш. 129.917° сх. д. | Японія                     | Проходить через острів Кутіносіма[en]                                                         |
| 30°0′ пн. ш. 129°55′ сх. д. / 30.000° пн. ш. 129.917° сх. д. | Тихий океан                |                                                                                               |
| 30°0′ пн. ш. 115°48′ зх. д. / 30.000° пн. ш. 115.800° зх. д. | Мексика                    | Проходить через півострів Каліфорнія                                                          |
| 30°0′ пн. ш. 114°32′ зх. д. / 30.000° пн. ш. 114.533° зх. д. | Каліфорнійська затока      |                                                                                               |
| 30°0′ пн. ш. 112°44′ зх. д. / 30.000° пн. ш. 112.733° зх. д. | Мексика                    |                                                                                               |
| 30°0′ пн. ш. 104°41′ зх. д. / 30.000° пн. ш. 104.683° зх. д. | США                        | Техас — проходить через Х'юстон Луїзіана — проходить через Новий Орлеан                       |
| 30°0′ пн. ш. 89°27′ зх. д. / 30.000° пн. ш. 89.450° зх. д.   | Мексиканська затока        |                                                                                               |
| 30°0′ пн. ш. 88°50′ зх. д. / 30.000° пн. ш. 88.833° зх. д.   | США                        | Луїзіана — проходить через острови Шандельор[en]                                              |
| 30°0′ пн. ш. 88°50′ зх. д. / 30.000° пн. ш. 88.833° зх. д.   | Мексиканська затока        |                                                                                               |
| 30°0′ пн. ш. 85°30′ зх. д. / 30.000° пн. ш. 85.500° зх. д.   | США                        | Флорида                                                                                       |
| 30°0′ пн. ш. 84°22′ зх. д. / 30.000° пн. ш. 84.367° зх. д.   | Мексиканська затока        | Затока Апалачі[en]                                                                            |
| 30°0′ пн. ш. 83°51′ зх. д. / 30.000° пн. ш. 83.850° зх. д.   | США                        | Флорида — проходить північніше Сент-Огастіна                                                  |
| 30°0′ пн. ш. 81°19′ зх. д. / 30.000° пн. ш. 81.317° зх. д.   | Атлантичний океан          | Проходить південніше островів Селваженш, Португалія                                           |
| 30°0′ пн. ш. 9°43′ зх. д. / 30.000° пн. ш. 9.717° зх. д.     | Марокко                    |                                                                                               |
| 30°0′ пн. ш. 5°8′ зх. д. / 30.000° пн. ш. 5.133° зх. д.      | Алжир                      |                                                                                               |